# Ротвайль
Ротвайль (нем. Rottweil МФА: [ˈʁɔtvα:il]о файле, алем. нем. Rottweil, Rautweil, лат. Rottovilla, Rotevilla, Arae Flaviae) — небольшой исторический город в земле Баден-Вюртемберг, на юго-западе Германии. Его население по данным на 31 марта 2006 года составляет 25 961 человек, площадь — 71,76 км².
Был основан на берегу реки Неккар в 73 году легионом Клавдия Августа для закрепления завоеванной Южной Германии, названной Землёй Флавия. Около 260 года н. э. племена швабов вытеснили из этой местности римлян. Около 700 года н. э. местный князь приказал построить на развалинах бывших римских бань христианскую церковь. При постройке наткнулись на красную плитку, покрывавшую полы, и, чтобы отличить этот город от других, его назвали «das Rote Wil» — красная плитка.
В годы Реформации город, несмотря на то, что был территориально отделён от прочих швейцарских кантонов, являлся некоторое время независимым протестантским государством и центром Швейцарского Союза. Однако невозможность поддерживать отношения через территории, контролировавшиеся католиками, привела к фактическому выходу Ротвайля из конфедерации в 1632 году.
Также город известен тем, что в нём была выведена порода собак ротвейлер.

## Города-побратимы
- Йер, Франция (1980)

## Знаменитые земляки
- Мельхиор Волькмар (1497—1560) — немецкий юрист и филолог, педагог.
- Юлиус Вольф (1862—1937) — немецкий экономист
- Рюдигер Сафранский (р. 1945) — немецкий философ, историк философии
- Бернд Луц (р. 1966) — современный немецкий художник
- Йозуа Киммих (р. 1995) — немецкий футболист, защитник мюнхенской «Баварии» и сборной Германии.